# Keltike
Als Keltike – auch Keltikḗ, Keltiké (altgriechisch Κελτική, „Das Keltische“); ferner keltische Geschichte sowie keltische Welt, Welt der Kelten – wird in der Keltologie nach der antiken Geschichtsschreibung das historische Siedlungsgebiet und – kulturwissenschaftlich umfassender – das „raumzeitliche Verbreitungsgebiet“ der Kelten, der keltische Raum (historischer Kulturraum) bzw. die „keltische Kultur in ihrer Gesamtheit“ bezeichnet.